# Grand-Fayt
Grand-Fayt település Franciaországban, Nord megyében. Lakosainak száma 471 fő (2022. január 1.). Grand-Fayt Taisnières-en-Thiérache, Marbaix, Maroilles, Petit-Fayt és Prisches községekkel határos.

## Népesség
A település népességének változása:
| Lakosok száma | 513  | 511  | 515  | 505  | 493  | 482  | 477  | 475  | 471  |
|               | 2013 | 2015 | 2016 | 2017 | 2018 | 2019 | 2020 | 2021 | 2022 |